# Constantijn Dubois
Constantijn Dubois (Roeselare, 27 september 1796 – Roeselare, 14 april 1870) was een Belgisch liberaal politicus. Hij was burgemeester van Roeselare van 1860 tot 1870. 

## Levensloop
Constantijn Fidelis Amandus Dubois was de zoon van Antonius Dubois en Maria Victoria Spillebout. In de periode van het Verenigd Koninkrijk der Nederlanden (1815-1830) was hij commandant van de lokale schutterij. Als orangist werd hij na de Belgische Revolutie afgezet. In de daaropvolgende jaren schaarde hij zich bij de orangistisch-liberale oppositie tegen de plaatselijke machtshebbers, die overwegend Belgicistisch-katholiek waren. In 1840 werd hij bevelhebber van het stedelijk brandweerkorps, wellicht dankzij de toenmalige liberale burgemeester Karel de Brouckère. In 1842 nam hij al opnieuw ontslag. In 1844 werd hij tot gemeenteraadslid verkozen. Enkele jaren later, in 1847, richt hij samen met de Brouckère de 'Association Liberale ' in Roeselare op. In 1848 werd Dubois niet herkozen, maar in 1855 belandde hij opnieuw in de gemeenteraad.
Constantijn Dubois werd in 1860 burgemeester, alhoewel er een katholieke meerderheid was. Dubois was ondanks zijn liberale achtergrond gekend als een onpartijdige burgemeester. Hij nam tal van initiatieven om de lokale industrie te ondersteunen en uit te breiden. Tijdens zijn bewind werden de Grote en Kleine Bassin gegraven. Dit waren waterreservoirs voor de plaatselijke textielnijverheid. Eveneens werden de werken voor de aanleg van het kanaal Roeselare-Leie gestart. Ook op het vlak van urbanisatie was hij actief. Hij ondersteunde de uitbreiding van de stad op de Sint-Amandswijk. Door een dispuut over de oprichting van de Sint-Amandskerk met stadsgelden raakte hij in onmin met zijn liberale achterban. Hij werd in 1869 van hun kandidatenlijst geschrapt en zo tot ontslag gedwongen. Hij werd als burgemeester door de katholieke brouwer Jan Mahieu-Carpentier opgevolgd. Kort daarna zou hij thuis overlijden. Dubois was de tweede en laatste liberale burgemeester van de stad Roeselare. 
Hij woonde tot aan zijn dood op de villa 't Motje. In de jaren 1930 werden de gronden in de omgeving van deze villa verkaveld. De wijk kreeg de naam 't Motje mee en een van de straten werd in 1937 naar hem de 'Constantijn Duboisstraat' genoemd.